# Spilosoma caucasia
Spilosoma caucasia là một loài bướm đêm thuộc phân họ Arctiinae, họ Erebidae.